# Pardalisca cuspidata
Pardalisca cuspidata är en kräftdjursart som beskrevs av Henrik Nikolai Krøyer 1842. Pardalisca cuspidata ingår i släktet Pardalisca och familjen Pardaliscidae. Arten är reproducerande i Sverige. Inga underarter finns listade i Catalogue of Life.